# ميخائيل سافتشينكو
ميخائيل سافتشينكو هو لاعب كرة قدم أوكراني في مركز حراسة المرمى، ولد في 19 يونيو 1980 في Chystiakove ‏ في أوكرانيا. لعب مع نادي روستوف ونادي فولغا نيجني نوفغورود ونادي كراسنودار.